# 꿈을 꾸는 약
《꿈을 꾸는 약》(ユメミルクスリ 유메미루쿠스리[*])은 일본의 Ruf 사가 PC용으로 개발한 에로게이다. 일본에서 2005년 12월에 출시되었으며, 2007년 4월에는 미국의 피치 프린세스 사가 영어판 배급을 시작했다.

## 개요
주인공 카가미 코헤이는 학업 성적이 좋고 교우관계가 원만한 고등학생이지만, 자신이 속해 있는 세계에 대해 현실감을 느끼지 못한다. 언제나 기차 소리의 환청을 듣던 그는 여주인공(아래의 3명 중 1명)을 만나면서 환청과 무력감으로부터 벗어난다.

## 등장인물
카가미 코헤이(加々見 公平)
주인공. 어렸을 때 지금의 가족에게 입양되었다.
시라키 아에카 (일본어: 白木 あえか)
성우 : 유즈키 카나메
여주인공, 코헤이와 같은 반. 학교에서 따돌림의 대상이 되고 있다.
키리미야 미즈키 (일본어: 桐宮 弥津紀)
성우 : 잇시키 히카루
여주인공, 코헤이가 다니는 고등학교의 학생회장. 많은 학생들에게는 완벽한 모습만 보이고 있지만, 실제로는 장난기가 심하며 자신의 일을 남에게 떠맡기려 하는 성격이다.
켓시 네코코 (ケットシー・ねこ子)
성우 - 챠타니 야스라
여주인공, 자신이 요정이라고 주장하는 소녀.
카가미 아야 (일본어: 加々見 綾)
성우 : 나나하라 코토미
코헤이의 여동생.
난죠 쿄카 (일본어: 南条 京香)
성우 : 요시카와 카나
코헤이와 같은 반. 아에카를 따돌리는 데 주동적 역할을 하고 있다.
사야마 미사키 (일본어: 狭山 みさき)
성우 : 리타
코헤이의 클래스 메이트. 학교에서는 코헤이의 근처에 앉아 있다. 가끔씩 이야기만 나누는 정도로, 그렇게 사이가 좋은 것은 아니다.
츠바키 히로후미 (일본어: 椿 弘文)
성우 : 스기사키 카즈야
코헤이가 아르바이트를 하는 가게에서 함께 일하는 20대 초반의 남자. 본인의 표현에 따르면 "에로게이"이며, 코우헤이를 에로게의 세계에 빠뜨리려고 한다.
사쿠라이 히로코 (일본어: 佐倉井 宏子)
성우 : ???
도서 위원의 여자 아이.

## 제작 스탭
- 기획: 다나카 로미오
- 원화: 하이무라 키요타카
- 시나리오: 꿈을 꾸는 약 제작 위원회
- 음악: Funczion SOUNDS
- 주제가 『세상과 안녕』(せかいにさよなら 세카이니사요나라[*])
  - 노래: Marica
  - 작사: MYU
  - 작곡: Funczion